# Hassan Yussefi Eshkevari

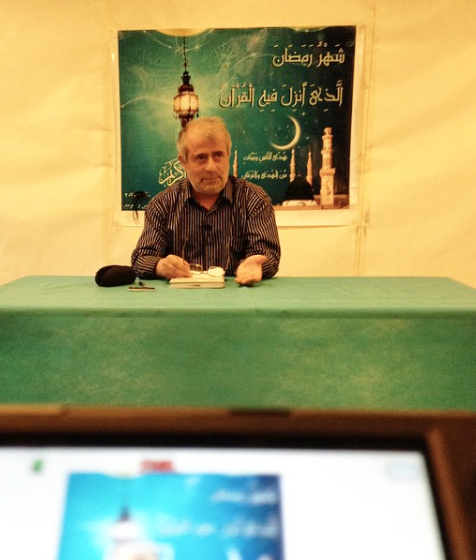
Hassan Yussefi Eshkevari

Hassan Yussefi Eshkevari (persisch حسن یوسفی اشکوری Hasan Yusefi Eschkewari; * 11. August 1949) ist ein schiitischer Geistlicher mit dem religiösen Titel Hodschatoleslam, Schriftsteller, Philosoph und einer der bekanntesten Kritiker innerhalb des iranischen Klerus.

## Leben
Der studierte Theologe, unter dem Ajatollah Hossein Ali Montazeri in Ghom, gehört heute zu den bedeutendsten Islamforschern des Iran insbesondere auch durch seine Mitwirkung bei der Erstellung einer Enzyklopädie des Islam. Nach Katajun Amirpur unternimmt der in der Tradition Ali Schariatis stehende Eshkevari, im Gegensatz zu Abdolkarim Sorusch, eine demokratieorientierte Deutung des Koran, um den Islam mit der Demokratie zu vereinbaren.

## Anklage und Verurteilung
Eshkevari, Leiter des Ali-Schariati-Dokumentationszentrums, wurde für seine Teilnahme an der Berliner Iran-Konferenz im März 2000 nach seiner Rückkehr vor das Sondergericht für die Geistlichkeit (Dadgahe Wijeye Rohaniat) gestellt und in einer geheimen Verhandlung anfangs zum Tode, später zu einer mehrjährigen Haft verurteilt.
Das Sondergericht für die Geistlichkeit ist eine Erfindung von dem Ajatollah Ruhollah Chomeini, die unter der Revolutionsführerschaft Seyyed Alī Chāmene’īs institutionalisiert wurde. Dieses einmalige, der Inquisition ähnelnde Gericht verhandelt Taten die mit der Würde eines Geistlichen nicht vereinbar sind. Ein Geistlicher, der sich wie Eshkevari für die Trennung von Staat und Religion ausspricht, fällt in den Aufgabenbereich des Sondergerichts.
Am 6. Februar 2005 wurde Eshkevari aus der Haft entlassen. Seitdem lebt er im Exil in Deutschland. Zur Präsidentschaftswahl im Iran 2009 konstatierte er, dass bei ihr „die selbstverständlichsten Grundsätze des Islams und die einfachsten Regeln der islamischen Rechtslehre ignoriert worden“ seien.

## Thesen Eshkevaris
„Nach einem hundertjährigen Kampf gegen Despotie, gegen kulturelle, soziale und politische Rückständigkeit, nach zahlreichen Niederlagen in diesem Kampf stehen jetzt Freiheit, Demokratie und Bürgerrechte im Mittelpunkt der Aufmerksamkeit.“
„Grundsätzlich bin ich der Meinung, dass der Begriff Staat mit dem Begriff Religion oder Glauben nichts zu tun hat.“
„Ich bin gegen jede Art des Staates, der sich als Herrschaft der Religion oder der Geistlichkeit deklariert.“ (März 2000)

## Veröffentlichungen
- Geist der Freiheit. In: Die Zeit. Nr. 37, 7. September 2000
- mit Mohsen Kadivar und Mohammad Modschtahed Schabestari: Unterwegs zu einem anderen Islam. Texte iranischer Denker. Ausgewählt, übersetzt und kommentiert von Katajun Amirpur. Herder, Freiburg / Basel / Wien 2009, ISBN 978-3-451-30309-8.